# Massilieurodes myricae
Massilieurodes myricae es un hemíptero de la familia Aleyrodidae, con una subfamilia: Aleyrodinae.
Fue descrita científicamente por primera vez por Jensen en 2001.